# Primo (Lied)
Primo (italienisch für „(der) Erste“) ist ein Lied des österreichischen Rappers RAF Camora. Der Song ist die sechste Singleauskopplung seines fünften Soloalbums Anthrazit und wurde am 24. August 2017 veröffentlicht.

## Inhalt
In Primo rappt RAF Camora über seine Innovationen und Errungenschaften für den deutschen Hip-Hop und Dancehall. So sei er der Erste, der Afrotrap auf Deutsch gemacht habe und damit großen Erfolg und Platin-Schallplatten erlangte. Dabei dankt er auch seinem Team und verschiedenen Weggefährten. Aufgrund des Ruhms und des damit verbundenen Reichtums habe er zudem Erfolg bei zahlreichen Frauen.

„Nenn mich Primo

Der Zweite, der Dritte schreibt keine Geschichte

Mein Team Primo

Jamaika, Afrika – Teil meiner Clique“

## Produktion
Der Song wurde von RAF Camora in Zusammenarbeit mit dem Musikproduzenten X-plosive produziert. Beide fungierten auch als Autoren.

## Musikvideo
Bei dem zu Primo gedrehten Musikvideo führte Shaho Casado Regie. Es feierte am 24. August 2017 Premiere auf YouTube und verzeichnet mehr als 92 Millionen Aufrufe (Stand: April 2025). Als Hauptdrehort diente dabei die kroatische Hafenstadt Rijeka. In dem Video rappt RAF Camora den Song teils vor einer Villa mit Pool, sitzend auf einem Lamborghini sowie beim Konzert Backstage und auf einer Bühne vor großem Publikum. Dazwischen werden auch leichtbekleidete, tanzende Frauen gezeigt. Die Rapper Gzuz, Bonez MC, Maxwell und Sa4 von der 187 Strassenbande sind ebenfalls im Video zu sehen.

## Single

### Covergestaltung
Das Singlecover nimmt Bezug auf RAF Camoras Texte, in denen er öfter Raben erwähnt. Es zeigt – wie auch das zugehörige Album Anthrazit – einen als rote Leuchtreklame dargestellten Raben und darüber bzw. darunter die grün leuchtenden Schriftzüge Primo und RAF Camora. Im Hintergrund sind grüne Blätter zu sehen.

### Chartplatzierungen
Primo stieg am 1. September 2017 auf Platz sechs in die deutschen Singlecharts ein und belegte in den folgenden Wochen die Ränge sieben und acht. Insgesamt hielt es sich 37 Wochen lang in den Top 100, davon drei Wochen in den Top 10. In Österreich belegte die Single Position acht und war 41 Wochen in den Charts vertreten, während sie in der Schweiz Platz 16 erreichte und sich 18 Wochen in den Charts hielt. In den deutschen Single-Jahrescharts 2017 erreichte der Song Rang 65 und 2018 Position 98.
| ChartsChartplatzierungen | Höchstplatzierung | Wochen |
| ------------------------ | ----------------- | ------ |
| Deutschland (GfK)        | 6 (37 Wo.)        | 37     |
| Österreich (Ö3)          | 8 (41 Wo.)        | 41     |
| Schweiz (IFPI)           | 16 (18 Wo.)       | 18     |

| ChartsJahrescharts (2017) | Platzierung |
| ------------------------- | ----------- |
| Deutschland (GfK)         | 65          |
| Österreich (Ö3)           | 68          |

| ChartsJahrescharts (2018) | Platzierung |
| ------------------------- | ----------- |
| Deutschland (GfK)         | 98          |
| Österreich (Ö3)           | 65          |

| ChartsJahrescharts (2010–2019) | Platzierung |
| ------------------------------ | ----------- |
| Österreich (Ö3)                | 100         |

Auf der Streamingplattform Spotify verzeichnet das Lied bisher mehr als 146 Millionen Aufrufe (Stand: April 2025).

### Auszeichnungen für Musikverkäufe
Primo wurde im Jahr 2018 in Deutschland für mehr als 400.000 verkaufte Einheiten mit einer Platin-Schallplatte ausgezeichnet und zählt damit zu den meistverkauften Rapsongs in Deutschland. In Österreich und der Schweiz erhielt es ebenfalls je eine Platin-Schallplatte für über 30.000 bzw. 20.000 Verkäufe.

| Land/Region        | Auszeichnungen für Musikverkäufe (Land/Region, Auszeichnung, Verkäufe) | Verkäufe |
| ------------------ | ---------------------------------------------------------------------- | -------- |
| Deutschland (BVMI) | Platin                                                                 | 400.000  |
| Österreich (IFPI)  | Platin                                                                 | 30.000   |
| Schweiz (IFPI)     | Platin                                                                 | 20.000   |
| Insgesamt          | 3× Platin ·                                                            | 450.000  |